# Sphaerozetes quadrilobatus
Sphaerozetes quadrilobatus är en kvalsterart som först beskrevs av Wallwork 1966.  Sphaerozetes quadrilobatus ingår i släktet Sphaerozetes och familjen Ceratozetidae. Inga underarter finns listade i Catalogue of Life.